# Bruce Davison
Bruce Davison (Filadélfia, 28 de junho de 1946) é um ator e diretor de cinema norte-americano. Davison foi indicado ao Oscar de melhor ator coadjuvante em 1989 pelo seu papel no filme Longtime Companion.